# Mistrzostwa Polski Par Klubowych na Żużlu 2017
Mistrzostwa Polski Par Klubowych na Żużlu 2017 – zawody żużlowe, mające na celu wyłonienie medalistów mistrzostw Polski par klubowych w sezonie 2017. 
W zawodach wystąpiły: para organizatora zawodów oraz pary klubów, które w poprzednim sezonie zajęły: 
- pierwsze 5. miejsc w rozgrywkach drużynowych mistrzostw Polski,
- pierwsze miejsce w rozgrywkach Nice 1. Ligi Żużlowej (Orzeł Łódź zastąpił SK Lokomotīve Dyneburg).

Finał rozegrano w Ostrowie Wielkopolskim, w którym zwyciężyli po raz 9 zawodnicy Cash Broker Stali Gorzów Wielkopolski.

## Finał
- Ostrów Wielkopolski, 23 lipca 2017
- Sędzia: Michał Sasień
- Widzów: 4 000

| Miejsce | Kluby                           | Suma | Zawodnicy                                                         | Punkty                                           |
| ------- | ------------------------------- | ---- | ----------------------------------------------------------------- | ------------------------------------------------ |
| 1       | Cash Broker Stal Gorzów Wlkp.   | 27   | 13. Bartosz Zmarzlik 14. Krzysztof Kasprzak 21. Alan Szczotka     | 17 (2,3,3,3,3,3) 10 (1,2,1,2,2,2) ns             |
| 2       | Ekantor.pl Falubaz Zielona Góra | 21   | 7. Jarosław Hampel 8. Piotr Protasiewicz 18. brak zawodnika       | 9 (3,2,2,0,2,t) 12 (2,1,3,1,3,2) –               |
| 3       | MrGarden GKM Grudziądz          | 20+3 | 9. Krystian Pieszczek 10. Krzysztof Buczkowski 19. Mike Trzensiok | 8 (3,0,0,2,1,2) 12+3 (2,3,2,3,2,d) ns            |
| 4       | Betard Sparta Wrocław           | 20+2 | 1. Tomasz Jędrzejak 2. Szymon Woźniak 15. brak zawodnika          | 5 (2,0,3,w,w,w) 15+2 (3,3,2,3,3,1) –             |
| 5       | Get Well Toruń                  | 19   | 11. Daniel Kaczmarek 12. Grzegorz Walasek 20. Adrian Miedziński   | 1 (–,0,–,–,–,1) 12 (0,1,2,3,3,3) 6 (1,–,1,2,2,–) |
| 6       | Orzeł Łódź                      | 12   | 5. Robert Miśkowiak 6. Edward Mazur 17. Mateusz Błażykowski       | 6 (1,3,d,1,0,1) 6 (0,1,1,0,1,3) ns               |
| 7       | TŻ Ostrovia Ostrów Wlkp.        | 7    | 3. Kamil Brzozowski 4. Łukasz Sówka 16. Zbigniew Suchecki         | 5 (1,2,1,–,1,–) 1 (0,0,–,1,–,0) 1 (–,–,0,0,w,1)  |

Bieg po biegu:
1. (66,50) Woźniak, Jędrzejak, Brzozowski, Sówka
2. (65,44) Hampel, Protasiewicz, Miśkowiak, Mazur
3. (65,66) Pieszczek, Buczkowski, Miedziński, Walasek
4. (64,47) Woźniak, Zmarzlik, Kasprzak, Jędrzejak
5. (66,06) Miśkowiak, Brzozowski, Mazur, Sówka
6. (65,03) Buczkowski, Hampel, Protasiewicz, Pieszczek
7. (64,84) Zmarzlik, Kasprzak, Walasek, Kaczmarek
8. (66,18) Jędrzejak, Woźniak, Mazur, Miśkowiak (d)
9. (65,75) Protasiewicz, Hampel, Brzozowski, Suchecki
10. (65,62) Zmarzlik, Buczkowski, Kasprzak, Pieszczek
11. (65,99) Woźniak, Walasek, Miedziński, Jędrzejak (w/nz)
12. (66,78) Buczkowski, Pieszczek, Sówka, Suchecki
13. (66,91) Walasek, Miedziński, Miśkowiak, Mazur
14. (65,59) Zmarzlik, Kasprzak, Protasiewicz, Hampel
15. (66,34) Woźniak, Buczkowski, Pieszczek, Jędrzejak (w)
16. (66,97) Walasek, Miedziński, Brzozowski, Suchecki (w/u)
17. (66,22) Zmarzlik, Kasprzak, Mazur, Miśkowiak
18. (67,19) Protasiewicz, Hampel, Woźniak, Jędrzejak (w)
19. (66,21) Zmarzlik, Kasprzak, Suchecki, Sówka
20. (67,46) Mazur, Pieszczek, Miśkowiak, Buczkowski (d)
21. (67,59) Walasek, Protasiewicz, Kaczmarek, Hampel (t)

Wyścig dodatkowy o 3. miejsce:
1. (67,62) Buczkowski, Woźniak